# Hydroptère
Die Hydroptère (oder im Französischen auch L’Hydroptère) ist ein als Trimaran gebautes Tragflügelboot. Sie hielt von 2007 bis 2012 den offiziellen Geschwindigkeitsweltrekord im Segeln über eine Seemeile und hat diesen Rekord mehrfach verbessert. Die Yacht ist 18,28 Meter lang und 24,0 Meter breit, hat eine Verdrängung von 4,7 Tonnen, einen beweglichen Wasserballast von 800 Litern und eine Segelfläche von 400 m². Sie wurde vom französischen Windsurfer und Segler Alain Thébault, basierend auf einem Projekt des französischen Hochseeseglers Éric Tabarly, konstruiert und in Kooperation mit der Eidgenössischen Technischen Hochschule Lausanne weiterentwickelt.
Am 9. Februar 2005 wurde bei einer Ärmelkanalüberquerung eine Durchschnittsgeschwindigkeit von 33,3 Knoten (61,67 km/h) erreicht und am 4. April 2007 mit 41,5 Knoten (76,86 km/h) der prestigeträchtige Weltrekord für segelbetriebene Wasserfahrzeuge über eine Seemeile von den Windsurfern zeitweilig zurückgeholt. Auf dieser Fahrt wurde mit 44,5 Knoten (82,41 km/h) auch ein neuer Rekord über die 500-Meter-Distanz aufgestellt.
Im Dezember 2008 kenterte das Schiff bei einem vielversprechenden Rekordversuch mit 55 Knoten (102 km/h). Einige Besatzungsmitglieder wurden leicht verletzt und das Boot erheblich beschädigt. Bei dieser Fahrt wurde zuvor kurzzeitig eine Spitzengeschwindigkeit von 61 Knoten (113 km/h) erreicht.
Im Jahr 2009 setzte die Hydroptère erstmals die Rekorde über beide Kurzstrecken über 50 Knoten: 51,36 Knoten (95,22 km/h) über 500 Meter und 50,17 Knoten (92,91 km/h) über die Seemeile. Dabei wurde bei einer Windgeschwindigkeit von nur 30 Knoten kurzzeitig auch die 100-km/h-Grenze überschritten. Dass beide Rekorde gleichzeitig in einer Hand lagen, war zuvor nur selten der Fall. Bemerkenswerter ist jedoch, dass sie fast identisch sind und damit das Potential aufgezeigt wird, auch wesentlich längere Strecken mit gleichbleibend hoher Geschwindigkeit zu segeln. Zu Zeiten der Rekordsurfer bedurfte es viel Glück und bester Wind- und Wellenbedingungen, um die Messstrecke überhaupt unfallfrei zu durchfahren. Der Geschwindigkeitsrekord über eine Seemeile wurde im November 2012 von Paul Larsen auf der Vestas Sailrocket 2 gebrochen.
Anders als die bisherigen Rekordhalter Crossbow 1 und 2, Yellow Pages Endeavour und die verschiedenen Wind- und Kitesurfer wurde die Hydroptère als prinzipiell hochseetaugliche Yacht gebaut, die alle Kurse segeln kann. Sie hat beispielsweise eine eingebaute Maschine, eine „bewohnbare“ Kajüte und fest installierte Positionslichter. Sie ist im Gegensatz zu ihren Vorgängerinnen nicht speziell für Rekordjagden über kurze Strecken auf genau einem Kurs zum Wind konzipiert, sondern kann, sobald sie nur noch auf ihren Tragflächen schwebt, auf allen Kursen außergewöhnliche Geschwindigkeiten erreichen und wird von ihrer Besatzung „ganz normal“ gesegelt und manövriert. Ein Konsortium um Alain Thébault plante mit den Erfahrungen aus der Hydroptère mit einem 30 Meter langen Tragflächentrimaran die Welt in weniger als 40 Tagen zu umsegeln. Dieser Rekordversuch konnte nicht mehr in Angriff genommen werden, nachdem die Yacht nach einem gescheiterten Rekordversuch auf der Strecke San Francisco nach Hawaii aufgrund finanzieller Probleme verkauft werden musste.